# Jules Moussard
Jules Moussard est un joueur d'échecs français né le 16 janvier 1995 à Paris. Grand maître international depuis 2016, il a remporté trois fois le championnat international d'échecs de Paris (en 2016, 2018 et 2019) et deux fois le championnat de France d'échecs (en 2022 et 2024).
Au 1er août 2024, Jules Moussard est le 7e joueur français et le 188e joueur mondial avec un classement Elo de 2 596 points en partie classique. Son meilleur classement Elo a été de 2 686 points, atteint en septembre et octobre 2022.
Il est membre de la structure esport Aegis.

## Compétitions de jeunes
Jules Moussard est né à Paris en janvier 1995. Il est le seul joueur à avoir remporté le championnat de France des jeunes dans toutes les catégories mixtes. Il termine sept fois champion de France (sept titres de petit poussin à junior), et une fois vice-champion.
En 2002, il joue dans la catégorie des petits poussins lors des championnats à Hyères. Il remporte son premier titre de champion, devant Jacques Netzer. En poussin, à Reims (2004), il termine derrière Stéphane Saatdjian. L’année suivante, à Calvi, il termine premier. En pupille l’année d’après, il remporte un nouveau titre, devant Maxime Lagarde. Le championnat s’était tenu à Aix-les-Bains. Il doit attendre de retourner dans cette ville, en 2009, pour remporter son quatrième titre, devant Gary Giroyan et Quentin Loiseau. Il joue alors parmi les moins de 14 ans. Deux ans plus tard, il remporte un autre titre de champion, en minimes. Les mêmes joueurs se retrouvent sur le podium, mais, cette fois, c’est Quentin Loiseau qui est vice-champion et Gary Giroyan troisième. L’année suivante, en 2012, à Nîmes, pour sa première participation parmi les cadets, il est encore une fois champion de France, devant Christophe Sochacki et Quentin Loiseau. C’est enfin en 2015, à Pau, qu’il remporte son septième et dernier titre de champion de France des jeunes (moins de vingt ans). Il devance cette fois Pierre Barbot et Raphaël Dutreuil.
Moussard remporta la médaille d'argent au championnat du monde des moins de 10 ans en 2004, ex æquo avec Yu Yangyi (champion du monde), Hou Yifan (médaille de bronze) et Raymond Song (quatrième).

## Compétitions adultes
Jules Moussard remporte le championnat de Paris d'échecs à trois reprises : en 2016, 2018 et 2019.
Maître international depuis 2011, Il a réalisé sa quatrième norme de grand maître international en remportant le championnat d'échecs de Paris 2016.
En août 2018, il finit deuxième après départages de l'Open  de Sants, avec 8 points sur 10 (à égalité avec le vainqueur Nisipeanu). La même année, il remporte l'open de Londres en décembre 2018, à égalité avec Nicholas Pert (7,5/9).
En 2020, il remporte l'Open de Cappelle-la-Grande avec 8 points sur 9 et remporte le tournoi fermé de Barcelone avec 7,5 points sur 9 en août 2020.
En avril 2022, il remporte l'Open Semana Santa d'Alicante avec 8 points sur 9.
Le 21 août 2022, il remporte pour la première fois le championnat de France d'échecs à Albi, en battant en finale l'octuple champion de France Étienne Bacrot, au départage en mode Armageddon (mort subite),.
Lors de la Coupe du monde d'échecs 2023, il bat l'Ougandais Haruna Nsubuga au premier tour, puis l'Azerbaïdjanais Vasif Durarbayli au deuxième tour et perd face à Wesley So au troisième tour.
Le 25 août 2024, il remporte pour la deuxième fois le championnat de France d'échecs qui se déroulait à l'Alpe d'Huez, en battant en finale un autre double champion de France Laurent Fressinet, au départage. 